# Weststellingwerf
Weststellingwerf – gmina w Holandii, w prowincji Fryzja. Ośrodek administracyjny to miasto Wolvega. W 2013 liczyła 25 518 mieszkańców. ma powierzchnię 228,45 km² i gęstość zaludnienia 115 os./km². Obecnym burmistrzem jest Gerard van Klaveren.

## Współpraca
- Gmina Choszczno